# Lithobius glacialis
Lithobius glacialis är en mångfotingart som beskrevs av Karl Wilhelm Verhoeff 1937. Lithobius glacialis ingår i släktet Lithobius och familjen stenkrypare.
Artens utbredningsområde är:
- Österrike.
- Tyskland.

Inga underarter finns listade i Catalogue of Life.